# 蒂莫西·勒迪克
蒂莫西·勒迪克（英語：Timothy LeDuc，1990年5月4日—），美国花样滑冰运动员，2018年四大洲锦标赛双人滑银牌得主、2019年世界团体锦标赛金牌得主、2017年世界团体锦标赛铜牌得主。